# گرمای کشنده
گرمای کشنده (به انگلیسی: Swelter) یک فیلم ویدئویی آمریکایی در ژانر اکشن به کارگردانی و نویسندگی کیت پارمر و تهیه‌کنندگی الئونور دایلی و کریس رانتا محصول سال ۲۰۱۴ می‌باشد.
خلاصه فیلم: داستان درباره بزرگ ترین و بدنام ترین سرقت در تاریخ لاس وگاس است.در «گرمای کشنده» اعضای گروه «رت پک»، گروهی شامل پنج مرد از کازینو لاکسر سرقت می کنند و حدود ۱۰ میلیون دلار به جیب می زنند.چهار تن از سارقان به سرعت دستگیر می شوند و فقط یکی از آنها فرار می کند. ۱۰ سال بعد وقتی چهار سارق دستگیرشده از زندان با سیستم امنیتی بالا فرار می کنند تنها یک هدف دارند یافتن فرد پنجم (ژان کلود وان دام) که در جریان سرقت از سر تیر خورده و اکنون فراموشی دارد و کلانتر شهر شده است.

## بازیگران
- ژان کلود ون دم
- جاش هندرسون
- براد کارتر
- آلفرد مولینا
- لنی جیمز
- فریا تینگلی
- گرانت باولر
- کاتالینا ساندینو مورنو
- ابی میلر
- گوی ویلسون
- کورتنی هوپ
- پیتر واک
- آری وروین
- ریچارد ویتن
- داون لویس
- یورا کلونگر
- کریس رنه
- اشلی ساتون